# Cratere Baligant
Baligant è un cratere sulla superficie di Giapeto.